# Refugee Boy
Refugee Boy is een roman van Benjamin Zephaniah die op 28 augustus 2001 verscheen. Hij handelt over een 14-jarige vluchteling Alem Kelo uit Ethiopië en zijn verblijf in Londen.

## Samenvatting
Het hele verhaal draait om de 14-jarige jongen Alem Kelo. Hij leidt een vredig leven, tot er een oorlog uitbreekt tussen Ethiopië en Eritrea. Omdat zijn vader een vrijheidsstrijder is, wil de familie Kelo nog blijven. Wanneer het te gevaarlijk wordt besluit zijn vader hem op vakantie mee te nemen naar Engeland. Op een morgen staat hij er alleen voor, zijn vader is terug naar zijn vaderland en hij blijft alleen achter in Londen. Na briefwisseling met zijn vader, wordt er voor hem naar een verblijfplaats gezocht en politiek asiel aangevraagd.
Eerst verblijft hij in een asielcentrum voor jongeren. Daar ontsnapt hij en er wordt voor Alem een alternatieve oplossing gezocht. Men besluit om hem in een pleeggezin te plaatsen bij meneer en mevrouw Fitzgerald en hun dochter Ruth. Er wordt goed gezorgd voor Alem. Op een gegeven moment krijgt hij een brief van zijn vader, waarin staat dat Alems moeder vermoord is. Ondertussen moet Alem ook verschillende keren voor de rechtbank verschijnen om zijn asielverzoek te verdedigen. Zijn vader keert terug naar Engeland, omdat het onhoudbaar is in Ethiopië. Hij leeft in een asielzoekerscentrum, iets later beslist Alem om ook bij hem te gaan inwonen.
Op school gaat het zeer goed, Alem is een leergierige jongen die veel leest. De schoolvrienden van Alem bereiden een protestactie voor, tegen het vonnis van de rechtbank (terugsturen naar Eritrea/Ethiopië). Die verliep zeer goed en raakte zelfs in het nieuws. Maar direct daarna wordt zijn vader neergeschoten door een onbekend persoon. Alem houdt zich sterk en moet voor de laatste keer voorkomen, in deze zitting wordt bepaald dat hij bij zijn pleeggezin (de familie Fitzgerald) mag blijven.

## Prijs
Met Refugee Boy won Zephaniah in 2002 de Portsmouth Book Award (Longer Novel category).